# Ictalurus pricei
Ictalurus pricei é uma espécie de peixe da família Ictaluridae.
É endémica do México.